# Remoray-Boujeons
Remoray-Boujeons is een gemeente in het Franse departement Doubs (regio Bourgogne-Franche-Comté) en telt 284 inwoners (1999). De plaats maakt deel uit van het arrondissement Pontarlier.

## Geografie
De oppervlakte van Remoray-Boujeons bedraagt 15,0 km², de bevolkingsdichtheid is 18,9 inwoners per km².
De onderstaande kaart toont de ligging van Remoray-Boujeons met de belangrijkste infrastructuur en aangrenzende gemeenten.

## Demografie
Onderstaande figuur toont het verloop van het inwonertal (bron: INSEE-tellingen).

1. ↑  Populations de référence 2022.